# Everybody’s Got Something to Hide Except Me and My Monkey
Everybody’s Got Something to Hide Except Me and My Monkey (englisch für ‚Jeder hat etwas zu verbergen außer mir und meinem Affen‘) ist ein Lied der britischen Band The Beatles aus dem Jahr 1968. Es erschien auf dem Doppelalbum The Beatles (auch bekannt als ‚Weißes Album‘). Geschrieben wurde das Lied von John Lennon, es erschien allerdings unter der bei den Beatles üblichen Autorenangabe Lennon/McCartney.

## Hintergrund
In Everybody’s Got Something to Hide Except Me and My Monkey beschreibt Lennon seine Beziehung zu seiner späteren Ehefrau Yoko Ono. Es beschreibt sein Gefühl, dass jeder paranoid wird, er selbst und Ono jedoch aufgrund ihrer Verliebtheit davon ausgenommen seien. Dagegen wurden im Lied Bezüge zum Heroinkonsum vermutet, so beispielsweise in der Textzeile “The deeper you go the higher you fly”. Auch soll “A monkey on the back” in den 1940er Jahren eine Umschreibung für Heroinabhängigkeit gewesen sein. Lennon stritt diese Bezüge ab.

## Aufnahme
Die erste Demoversion von Everybody’s Got Something to Hide Except Me and My Monkey auf akustischen Gitarren entstand im Mai 1968 in George Harrisons Anwesen in Esher. Diese frühe Version ist deutlich langsamer und bluesiger als die später veröffentlichte.
Everybody’s Got Something to Hide Except Me and My Monkey wurde 1968 in den Abbey Road Studios in London aufgenommen. Produzent war George Martin, assistiert von Geoff Emerick und Ken Scott. Am 26. Juni 1968 probten die Beatles das Lied und schnitten diese Probe für den Fall mit, dass eine brauchbare Aufnahme entsteht.
Am 27. Juni 1968 nahmen die Beatles sechs Takes des Liedes auf. Auf die letzte Version wurden im Overdubverfahren weitere Instrumente, darunter die markante Handglocke, hinzugefügt. Das Lied wurde im Anschluss in Mono abgemischt, um weitere freie Tonspuren zu erhalten. Dabei wurde das Tempo des Lieds deutlich erhöht, sodass sich die Dauer von 3:07 min auf 2:29 min veränderte. Am 1. Juli und 23. Juli 1968 fanden weitere Overdubsessions statt, bei denen vornehmlich Gesang aufgenommen wurde. Der letzten Session schloss sich die endgültige Monoabmischung des Liedes an. Die Stereoversion wurde erst am 12. Oktober 1968 gefertigt.
Besetzung
- John Lennon: Rhythmusgitarre, Perkussion, Händeklatschen, Gesang
- Paul McCartney: Bass, Maracas, Handglocke, Händeklatschen, Hintergrundgesang
- George Harrison: Leadgitarre, Perkussion, Händeklatschen, Hintergrundgesang
- Ringo Starr: Schlagzeug, Perkussion, Händeklatschen

## Veröffentlichungen
- Am 22. November 1968 erschien Everybody’s Got Something to Hide Except Me and My Monkey auf dem sogenannten Weißen Album der Beatles. In den USA erschien das Album drei Tage später, am 25. November.
- Am 9. November 2018 erschien die 50-jährige Jubiläumsausgabe des neu abgemischten Albums The Beatles (Super Deluxe Box), auf dieser befindet sich eine bisher unveröffentlichte Version (‚Unnumbered rehearsal‘) von Everybody’s Got Something to Hide Except Me and My Monkey sowie das Esher-Demo in einer neuen Abmischung von Giles Martin und Sam Okell.